# 酒人明義
酒人 明義（さかひと の あきよし、生没年不詳）は、平安時代中期の官人。姓は真人。官位は正六位上・左少史。

## 出自
酒人氏（酒人公）は朝廷で神酒の醸造を職掌とする酒人部の伴造。継体天皇の皇子である兎皇子の後裔とする皇別氏族。もとの姓は公だが、天武天皇13年（684年）八色の姓の制定により真人姓に改姓した。

## 経歴
一条朝で史生を務めると、三条朝初頭の寛弘8年（1011年）中務録にあったことが見え、長和2年（1013年）正六位上・右少史の官職にあり、長和4年（1015年）までに左少史に昇任されるなど、文筆をもって朝廷に仕えた。しかし、長和5年（1016年）後一条天皇が即位すると、下僚の右少史であった津守致孝が先に右大史に昇任されており、何らかの理由で明義は超越されたと考えられる。

## 官歴
- 長徳4年（998年） 10月29日：見史生[5]
- 寛弘8年（1011年） 8月11日：見中務録[5]
- 時期不詳：正六位上[6]
- 長和2年（1013年） 12月7日：見右少史[6]
- 長和4年（1015年） 日付不詳：見左少史[7]
- 寛仁元年（1017年） 8月23日：見左少史[7]